# Mimetus puritanus
Mimetus puritanus är en spindelart som beskrevs av Chamberlin 1923. Mimetus puritanus ingår i släktet Mimetus och familjen kaparspindlar. Inga underarter finns listade i Catalogue of Life.